# 拉穆瓦納 (緬因州)
拉穆瓦納（英語：Lamoine）是一個位於美國緬因州漢考克縣的市鎮。

## 人口
根據2020年美國人口普查的數據，拉穆瓦納的面積為64.93平方千米，當中陸地面積為46.15平方千米，而水域面積為18.78平方千米。當地共有人口1720人，而人口密度為每平方千米26人。